# 董義華
董義華（？年—1951年），字祝三。四川省馬邊縣民建鎮人，曾當選為行憲後第一屆國民大會代表。
善書法，書學何子貞，善用雞毫作字，筆畫詭奇而不失法度。

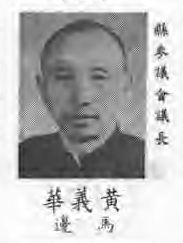
民國37年出版的《第一屆國民大會專輯》中的董義華肖像

## 經歷[3]
- 早年曾在「廬山軍官訓練團」受訓，後任科長等職。
- 民國30年(1941年)，馬邊縣立初級中學校務委員會主任[4]
- 民國31年(1942年)，設馬邊縣臨時參議會，董義華任秘書。 民國34年(1945年)，改臨參會為參議會，規定每鄉選縣參議員一人，職業團體選縣參議員三人。次年4月8日，選舉縣參議員12人，候補縣參議員11人。董義華任參議長。[5]
- 民國34年（1945年）1月，馬邊縣銀行董事長[6][7]
- 民國36年（1947年），選為四川省參議會參議員；同年冬，參加國大代表四川省馬邊縣區域選舉當選。[8]
- 民國38年（1949年）2月，任中國國民黨四川省馬邊縣黨部書記長[1]
- 1949年末，參加川西南軍區游擊隊第六縱隊和平解放馬邊活動。
- 1949年12月15日，在馬邊縣參議會禮堂，推選董祝三為縣長[9]
- 董是黃經壇壇主。1951年，在鎮反中以反動會道門罪被殺害。[10]
- 1984年，按起義人員既往不咎政策平反。